# Lopharcha chalcophanes
Lopharcha chalcophanes es una especie de polilla de la familia Tortricidae. Fue descrito por primera vez en 1931 por Edward Meyrick. Se encuentra en India, Archipiélago Bismarck y Sri Lanka.

## Descripción
La envergadura del macho es de 10 mm. Cabeza y tórax con infusiones oscuras. Alas anteriores oblongas y estrechas. Alas anteriores de color ocre dorado brillante claro, con mechones de color gris pardusco brillante. Presencia de dos manchas horizontales plomizo-grisáceas. Cilia ocreos claros. Alas traseras de color ocre dorado brillante brillante..